# Louis Dubois (konstnär)

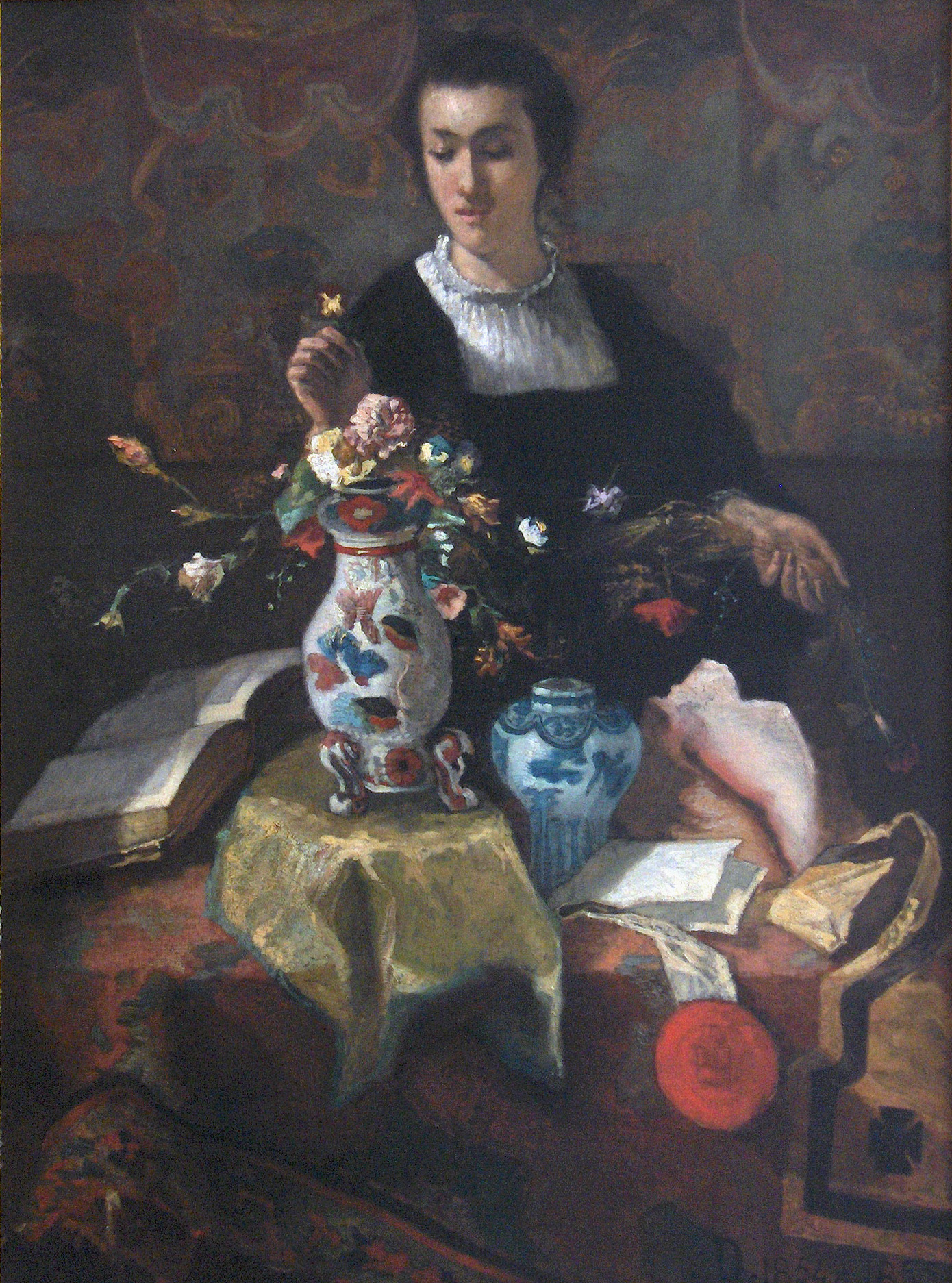
Louis Dubois: Kvinna med bukett.

Louis Dubois, född 12 december 1830, död 28 april 1880, var en belgisk konstnär.
Dubois slöt sig, i motsättning till "akademismen" till naturalismen och hyllade Gustave Courbet, som han också följde i den kraftiga färgbehandlingen. Han målade såväl landskap som figurer, såväl porträtt som djurstycken. Bland Dubois verk märks Storkmor, Den döda hjorten, Ensamhet med flera.